# Liste deutsch-türkischer Rundfunkprogramme
Die Liste deutsch-türkischer Rundfunkprogramme gibt einen chronologischen Überblick über in Deutschland produzierte Fernseh- und Radioprogramme, deren Zielgruppen in erster Linie türkische Einwanderer und deren Nachkommen sind. Diese senden in deutscher wie in türkischer Sprache, oft auch zweisprachig. Fernsehsender untertiteln ihr Programm zudem bisweilen auf Deutsch bzw. Türkisch.

## Fernsehen
- TD1 (ab 1985, eingestellt 2007)
- BTT (ab 1986)
- Avrupa Türk Televizyonu|ATT (ab 1986)
- TFD (Fernsehsender)|TFD (ab 1989)
- AYPA-TV (ab 1993, eingestellt im Januar 2007)
- TGRT-EU (ab 1993)
- Dügün-TV (ab 2003)
- Türk Show (frühestens Mai 2005)
- Kanal Avrupa (ab 2005, eingestellt)
- Düzgün TV (ab 2006, eingestellt)

## Hörfunk
- TIDE 96,0 Hamburg
- Köln Radyosu (ab 1964 innerhalb des WDR, heute Funkhaus Europa)
  - Çılgın Eine der Sendungen auf Köln Radyosu
- Radyo Metropol FM, Berlin (eigenständiger Radiosender ab 1999)
- Radyo Damar (bekanntes Internetradio seit 2007)
- Freies Sender Kombinat, Hamburg: Radyo Metro:pool; Güncel Radyo
- Freies Radio Kassel: Radyo Kassel
- Radio X, Frankfurt: A-Mez
- Radio Darmstadt: Radara Yakalananlar
- Freies Radio für Stuttgart: Alevitische Redaktion
- Radio Z, Nürnberg: Özgür Radyo
- LORA München: Münih FM
- Orange 94.0, Wien: Ada Vapuru; Anatolien Radio
- Radio LoRa, Zürich: Radio Kara